# Моттёвчахл
Моттёвчахл — гора высотой в 1095 метра на границе Свердловской области и Республики Коми, входит в состав хребта Поясовый Камень.

## Географическое положение
Гора Моттёвчахл расположена в муниципальном образовании «Ивдельский городской округ» Свердловской области и Республики Коми, в составе хребта Поясовый Камень, в 3 километрах к северо-востоку от горы Отортен. Гора высотой в 1095 метра и с коэффициентом сложности – 1А.

## Описание
Зона леса до 750 метра, выше – тундровые участки, каменные россыпи и скальные выходы.